# Omar Mustafa
Omar Mustafa, född 23 mars 1985 i Libanon var 2010-2016 ordförande för Islamiska förbundet i Sverige (IFiS). Han har varit politiker för Socialdemokraterna i Stockholms stad och var mellan den 7 och 13 april 2013 suppleant i Socialdemokraternas partistyrelse. Mustafa fick lämna Socialdemokraterna efter en omfattande diskussion kring hans relation till personer som uttryckt antisemitiska åsikter och hans ordförandeskap för Islamiska förbundet vars kvinnosyn ifrågasatts. Omar Mustafa är sedan 2020 enhetschef på Tillväxtverket.

## Verksamhet
Omar Mustafa tillhörde 2007 styrelsen för Sveriges Unga Muslimer  och valdes samma år in i styrelsen även för Forum for European Muslim Youth and Student Organisations. 2010 blev han generalsekreterare för Sveriges unga muslimer och samma år valdes han till ordförande för Islamiska förbundet i Sverige, en post som han hade fram till 2016.
Omar Mustafa deltog i bildandet av den första multireligiösa föreningen inom Socialdemokrater för tro och solidaritet, när Kungsholmens kristna Socialdemokrater bytte namn till Föreningen Hjärta - troende socialdemokrater i Stockholm år 2011.  Föreningen Hjärta ombildades 2022 till en självständig förening utan band till Tro och solidaritet och socialdemokratin. Omar Mostafa ingår 2022 i styrelsen för den självständiga föreningen.
Efter att Mustafa lämnat Socialdemokraterna 2013 påstod The Global Muslim Brotherhood Daily Report att han var muslimska brödraskapets representant i Sverige. Dessa uppgifter fick spridning i Sverige genom tidningen Dagen.
Mustafa var åren 2013 till 2019 verksam som utvecklingschef vid studieförbundet Ibn Rushd och övergick därefter under en period till att studera.
Sedan 2020 är Omar Mustafa enligt egen uppgift enhetschef på Tillväxtverket.

## Det korta inhoppet i Socialdemokraternas partistyrelse
Efter invalet av Mustafa till Socialdemokraternas partistyrelse i april 2013 uppmärksammade media att Mustafa – i sin roll som ordförande i Islamiska förbundet i Sverige – bjudit in flera föreläsare som i andra sammanhang spridit antisemitisk propaganda. Mustafa hade redan efter tidigare kritik mot agerandet vidhållit att det var rätt att bjuda in personerna ifråga och att förbundet borde fortsätta bjuda in sådana personer. Kritiker menade att Mustafa genom sitt agerande bidragit till att ge legitimitet åt de inbjudna föreläsarna.
I ett skriftligt uttalande till TT endast dagar efter sitt inval meddelade Mustafa att han lämnade samtliga uppdrag inom Socialdemokraterna: "Partiledningen menar att man inte kan förena ett partiuppdrag och ett uppdrag i det muslimska civilsamhället. Partiledningens uppfattning är inte bara beklagligt, det är även en skrämmande signal till muslimer och andra troende socialdemokrater. Jag uppfattar att partiledningen därmed inte har förtroende för mig och tvingar mig att lämna samtliga mina uppdrag i partiet".